# Gojong (Goryeo)
Pour les articles homonymes, voir Gojong.
Gojong (coréen : 고종 ; né le 3 février 1192 et mort le 21 juillet 1259) est le vingt-troisième roi de la Corée de la dynastie Goryeo. Il a régné du 26 août 1213 à sa mort.